# Mistrovství Asie v rychlobruslení
Mistrovství Asie v rychlobruslení je rychlobruslařská soutěž ve víceboji každoročně pořádaná Mezinárodní bruslařskou unií pro nejvšestrannější rychlobruslaře Asie, zároveň je kvalifikační akcí pro mistrovství světa ve víceboji. První asijský šampionát se konal v roce 1999, jediná přestávka nastala v roce 2002.

## Medailové pořadí zemí
| Pořadí | Země        | Zlato | Stříbro | Bronz | Celkem |
| ------ | ----------- | ----- | ------- | ----- | ------ |
| 1.     | Japonsko    | 19    | 22      | 15    | 56     |
| 2.     | Jižní Korea | 6     | 1       | 5     | 12     |
| 3.     | Čína        | 3     | 1       | 6     | 10     |
| 4.     | Kazachstán  | 1     | 3       | 2     | 6      |